# Пестрошейный токо
Пестрошейный токо (Tockus rufirostris) — вид птиц из семейства птиц-носорогов (Bucerotidae).

## Распространение
Ареал вида занимает территорию от южной части Анголы и северо-востока Намибии до юга Малави на востоке и северо-востока ЮАР на юге. Населяют открытые саванны и не очень густые лесистые участки с негустым подлеском.

## Описание
Птица длиной 35-45 см, вес самца 150 г, самки — 130 г. Самец чуть больше самки, имеет более длинный клюв с чёрным пятном у основания, других различий между полами нет. Верх головы и шея темно-серо-коричневые, остальные головы серые, ушные покровы белые штриховые. Широкая белая полоса за глазами с узкой серой полосой над глазами тянется к затылку. Спина чёрная с белой центральной полосой, кроющие перья крыльев серо-коричневые, каждое с большим центральным белым пятном. Маховые перья черные с узкими белыми пятнами посредине первичных, наружные вторичные черные, внутренние белые с чёрным основанием. Перья плеч темно-серые с кремовыми краями. Центральные перья хвоста черные с чёрным основанием. Клюв красный со слегка жёлтым основанием. Радужка жёлтая, кожа лица розовая, ноги серые.

## Поведение
Пестрошейный токо обычно встречается парами или небольшими группами, живёт моногамно. Рацион состоит преимущественно из насекомых и мелких позвоночных, реже семян или фруктов. Гнездо обустраивает в дупле. Самка долгое время остается изолированной внутри дупла, пока продолжается насиживание и рост птенцов. Она сама замуровывает вход в гнездо собственным пометом и остатками пищи, оставляя лишь узкую вертикальную щель, через которую партнер может её кормить. Сезон размножения начинается после сезона дождей, с сентября по март. 2-7 овальных белых яиц самка откладывает с интервалом в несколько дней и высиживает 23-25 дней.